# Championnat du monde de floorball 2014
Navigation
Suisse 2012 Lettonie 2016
Le Championnat du monde de floorball 2014 est la 10e édition de cette compétition organisée par la Fédération internationale de floorball (IFF). En finale, les Suède ont remporté le titre face à l'Finlande en 3-2.
La Suède est le pays qui aura organisé le plus souvent cette compétition avec trois organisations : 1996, 2006 et 2014.

## Patinoires
| Scandinavium     | Lisebergshallen |
| Capacité: 12 000 | Capacité: 1 800 |
|                  |                 |

## Qualification
Article principal : Championnat du monde de floorball 2014 (qualifications)

### Équipes participantes
| Pays         | Qualifié en tant que                     |
| ------------ | ---------------------------------------- |
| Suède        | Pays hôte                                |
| Finlande     | Tournois qualificatifs européens         |
| Estonie      | Tournois qualificatifs européens         |
| Suisse       | Tournois qualificatifs européens         |
| Norvège      | Tournois qualificatifs européens         |
| Lettonie     | Tournois qualificatifs européens         |
| Slovaquie    | Tournois qualificatifs européens         |
| Allemagne    | Tournois qualificatifs européens         |
| Tchéquie     | Tournois qualificatifs européens         |
| Danemark     | Tournois qualificatifs européens         |
| Russie       | Tournois qualificatifs européens         |
| Japon        | Tournois qualificatifs asie et australie |
| Corée du Sud | Tournois qualificatifs asie et australie |
| États-Unis   | Tournois qualificatifs amérique          |
| Canada       | Tournois qualificatifs amérique          |

## Résultats

### Phase de groupes

#### Groupe A
| Rang  | Équipe    | Pts | J | G | N | P  | Bp | Bc  | Diff |
| ----- | --------- | --- | - | - | - | -- | -- | --- | ---- |
| +001, | Suède     | 3   | 3 | 0 | 0 | 29 | 7  | +22 | 6    |
| +002, | Finlande  | 3   | 2 | 0 | 1 | 18 | 8  | +10 | 4    |
| +003, | Lettonie  | 3   | 1 | 0 | 2 | 8  | 21 | -13 | 2    |
| +004, | Allemagne | 3   | 0 | 0 | 3 | 8  | 27 | -19 | 0    |

| 6 décembre 2014 | Finlande | 9-2 (3-1, 2-0, 4-1) | Allemagne | Scandinavium, Göteborg 2 103 spectateurs |

| Feuille de match | Feuille de match | Feuille de match                            | Feuille de match                                                | Feuille de match                     |
| ---------------- | --- | ------------------------------------------- | --------------------------------------------------------------- | ------------------------------------ |
|                  | R. Hyvärinen (R. Töllikkö) — 1 min 45 s J. Manninen (R. Töllikkö) — 6 min 12 s R. Hyvärinen (R. Töllikkö) — 17 min 11 s M. Lax (M. Kailiala) — 25 min 28 s N. Salo (E. Salin) — 29 min 15 s T. Tiitu (M. Kailiala) — 40 min 42 s E. Salin (R. Töllikkö) — 47 min 35 s J. Manninen (T. Väänänen) — 52 min 24 s T. Tiitu (M. Kailiala) — 54 min 15 s | 1-0 2-0 3-0 3-1 4-1 5-1 6-1 7-1 7-2 8-2 9-2 | D. Mucha — 18 min 1 s B. Borth (T. von Pritzbuer) — 48 min 34 s | Arbitrage : Ola Hamberg Daniel Skoog |
| Tomi Ikonen      | Gardiens | Janek Kohler                                |                                                                 | Arbitrage : Ola Hamberg Daniel Skoog |
|                  | |                                             |                                                                 | Arbitrage : Ola Hamberg Daniel Skoog |
| 37               | Tirs | 5                                           |                                                                 | Arbitrage : Ola Hamberg Daniel Skoog |

| 6 décembre 2014 | Suède | 11-2 (5-1, 6-1, 0-0) | Lettonie | Scandinavium, Göteborg 7 529 spectateurs |

| Feuille de match | Feuille de match | Feuille de match                                      | Feuille de match                                                            | Feuille de match                            |
| ---------------- | --- | ----------------------------------------------------- | --------------------------------------------------------------------------- | ------------------------------------------- |
|                  | J. Samuelsson (K. Nilsson) — 23 s J. Svahn (J. Adriansson) — 7 min 32 s K. Nilsson (P. Malmström) — 9 min A. Carlström (A. Rudd) — 10 min 39 s M. Samuelsson (R. Enström) — 11 min 19 s H. Stenberg (A. Carlström) — 25 min 23 s K. Nilsson (R. Nilsberth) — 26 min 12 s J. Adriansson (M. Samuelsson) — 29 min 6 s K. Nilsson (J. Samuelsson) — 30 min 53 s M. Östholm (J. Samuelsson) — 34 min 8 s R. Enström (M. Samuelsson) — 35 min 12 s | 1–0 1–1 2–1 3–1 4–1 5–1 6–1 7–1 7–2 8–2 9–2 10–2 11–2 | A. Stepāns (J. Gribusts) — 2 min 17 s A. Stepāns (I. Laiviņš) — 27 min 21 s | Arbitrage : Thomas Baumgartner Thomas Kläsi |
| Patrik Åman      | Gardiens | Andis Blinds Normunds Krūmiņš                         |                                                                             | Arbitrage : Thomas Baumgartner Thomas Kläsi |
|                  | |                                                       |                                                                             | Arbitrage : Thomas Baumgartner Thomas Kläsi |
| 40               | Tirs | 14                                                    |                                                                             | Arbitrage : Thomas Baumgartner Thomas Kläsi |

| 7 décembre 2014 | Lettonie | 1-7 (0-3, 0-1, 1-3) | Finlande | Scandinavium, Göteborg 2 479 spectateurs |

| Feuille de match | Feuille de match                       | Feuille de match                | Feuille de match | Feuille de match                     |
| ---------------- | -------------------------------------- | ------------------------------- | --- | ------------------------------------ |
|                  | A. Savins (A. Juškēvičs) — 50 min 19 s | 0–1 0–2 0–3 0–4 0–5 0–6 1–6 1–7 | M. Moilanen (J. Kukkola) — 3 min L. Kapanen (J. Kivilehto) — 5 min 28 s T. Väänänen (E. Salin) — 12 min 3 s O. Hänninen (R. Hyvärinen) — 37 min 52 s L. Kapanen (J. Kukkola) — 40 min 41 s R. Hyvärinen — 41 min 14 s E. Salin (R. Hyvärinen) — 55 min 45 s | Arbitrage : Jiří Janoušek Petr Černý |
|                  |                                        |                                 | | Arbitrage : Jiří Janoušek Petr Černý |
|                  |                                        |                                 | | Arbitrage : Jiří Janoušek Petr Černý |
| 10               | Tirs                                   | 24                              | | Arbitrage : Jiří Janoušek Petr Černý |

| 7 décembre 2014 | Suède | 13-3 (3-1, 5-1, 5-1) | Allemagne | Scandinavium, Göteborg 7 097 spectateurs |

| Feuille de match | Feuille de match | Feuille de match                                                     | Feuille de match                                                                                      | Feuille de match                     |
| ---------------- | --- | -------------------------------------------------------------------- | --- | ------------------------------------ |
|                  | K-J. Iraues (R. Nilsberth) — 21 s M. Östholm (P. Malmström) — 1 min 31 s K. Nilsson (K-J. Iraues) — 9 min 39 s A. Rudd (R. Enström) — 21 min 50 s K. Nilsson (M. Östholm) — 25 min 32 s A. Rudd (R. Enström) — 26 min 18 s R. Nilsberth (M. Östholm) — 34 min 41 s R. Enström (J. Adriansson) — 39 min 50 s R. Sundstedt (H. Stenberg) — 42 min 42 s A. Carlström (R. Nilsberth) — 43 min 8 s K. Nilsson (R. Enström) — 43 min 38 s A. Carlström (M. Östholm) — 48 min 35 s M. Wallgren (R. Enström) — 54 min 42 s | 1–0 2–0 3–0 3–1 4–1 5–1 6–1 6–2 7–2 8–2 9–2 10–2 11–2 12–2 13–2 13–3 | D. Mucha (T. Böttcher) — 12 min 35 s T. von Pritzbuer (B. Borth) — 27 min 49 s S. Herlt — 55 min 43 s | Arbitrage : Dennis Lim Sharil Ismail |
|                  | |                                                                      | | Arbitrage : Dennis Lim Sharil Ismail |
|                  | |                                                                      | | Arbitrage : Dennis Lim Sharil Ismail |
| 45               | Tirs | 23                                                                   | | Arbitrage : Dennis Lim Sharil Ismail |

| 8 décembre 2014 | Allemagne | 3-5 (1-0, 1-3, 1-2) | Lettonie | Scandinavium, Göteborg 768 spectateurs |

| Feuille de match | Feuille de match                                                                                              | Feuille de match                | Feuille de match | Feuille de match                     |
| ---------------- | --- | ------------------------------- | --- | ------------------------------------ |
|                  | M. Mucha (P. Hühler) — 5 min 17 s S. Herlt (R. Ibold) — 32 min 26 s B. Borth (T. von Pritzbuer) — 50 min 22 s | 1–0 1–1 1–2 2–2 2-3 2–4 3–4 3–5 | A. Juškēvičs (A. Blinds) — 21 min 29 s A. Jurševskis (M. Rajeckis) — 23 min 32 s A. Savins (A. Blinds) — 36 min 10 s I. Laiviņš (A. Abramovs) — 49 min 49 s A. Abramovs (A. Blinds) — 58 min 38 s | Arbitrage : Tero Fordell Lasse Vuola |
|                  | |                                 | | Arbitrage : Tero Fordell Lasse Vuola |
|                  | |                                 | | Arbitrage : Tero Fordell Lasse Vuola |
| 22               | Tirs | 24                              | | Arbitrage : Tero Fordell Lasse Vuola |

| 9 décembre 2014 | Suède | 5-2 (0-1, 2-1, 3-0) | Finlande | Scandinavium, Göteborg 7 097 spectateurs |

| Feuille de match | Feuille de match | Feuille de match            | Feuille de match                                          | Feuille de match                     |
| ---------------- | --- | --------------------------- | --------------------------------------------------------- | ------------------------------------ |
|                  | J. Samuelsson (H. Stenberg) — 25 min 12 s P. Malmström (K. Nilsson) — 35 min 11 s R. Enström (K. Nilsson) — 54 min 18 s A. Carlström (J. Svahn) — 57 min 27 s K-J. Iraues (H. Stenberg) — 58 min 34 s | 0–1 0–2 1–2 2–2 3–2 4–2 5–2 | E. Salin — 17 min 24 s N. Salo (M. Kohonen) — 24 min 50 s | Arbitrage : Dennis Lim Sharil Ismail |
|                  | |                             |                                                           | Arbitrage : Dennis Lim Sharil Ismail |
|                  | |                             |                                                           | Arbitrage : Dennis Lim Sharil Ismail |
| 26               | Tirs | 14                          |                                                           | Arbitrage : Dennis Lim Sharil Ismail |

#### Groupe B
| Rang  | Équipe             | Pts | J | G | N | P  | Bp | Bc  | Diff |
| ----- | ------------------ | --- | - | - | - | -- | -- | --- | ---- |
| +001, | République tchèque | 3   | 2 | 1 | 0 | 21 | 10 | +11 | 5    |
| +002, | Suisse             | 3   | 2 | 1 | 0 | 19 | 12 | +7  | 5    |
| +003, | Norvège            | 3   | 1 | 0 | 2 | 17 | 19 | -2  | 2    |
| +004, | Estonie            | 3   | 0 | 0 | 3 | 7  | 23 | -16 | 0    |

| 6 décembre 2014 | République tchèque | 7-6 (4-3, 1-0, 2-3) | Norvège | Scandinavium, Göteborg 2 077 spectateurs |

| Feuille de match | Feuille de match | Feuille de match                                    | Feuille de match | Feuille de match                             |
| ---------------- | --- | --------------------------------------------------- | --- | -------------------------------------------- |
|                  | M. Jendrišák (J. Natov) — 2 min 51 s T. Ondrušek (O. Mikeš) — 3 min 49 s P. Dóža — 12 min 11 s P. Suchánek (M. Tokoš) — 19 min 7 s P. Dóža (O. Mikeš) — 39 min 59 s J. Curney (M. Podhráský) — 43 min 17 s M. Tokoš (T. Sladký) — 55 min 41 s | 1–0 2–0 2–1 3–1 3–2 4–2 4–3 5–3 6–3 6–4 6–5 7–5 7–6 | O. Olesen (K. Kronberg) — 10 min 46 s G. Evensen (T. Stræte) — 18 min 44 s O. Jansson (T. Rognlien) — 19 min 22 s K. Kronberg (O. Olesen) — 50 min 46 s O. Jansson — 51 min 35 s K. Kronberg — 57 min | Arbitrage : Bartosz Burek Wojciech Czarnecki |
| Tomáš Kafka      | Gardiens | Christer Rönnmark                                   | | Arbitrage : Bartosz Burek Wojciech Czarnecki |
|                  | |                                                     | | Arbitrage : Bartosz Burek Wojciech Czarnecki |
| 22               | Tirs | 29                                                  | | Arbitrage : Bartosz Burek Wojciech Czarnecki |

| 7 décembre 2014 | Estonie | 3-7 (0-3, 1-3, 2-1) | Suisse | Scandinavium, Göteborg 1 538 spectateurs |

| Feuille de match    | Feuille de match                                                                                            | Feuille de match                        | Feuille de match | Feuille de match                     |
| ------------------- | --- | --------------------------------------- | --- | ------------------------------------ |
|                     | M. Tamme (J. Thomsson) — 37 min 47 s M. Tamme (K. Kallion) — 52 min 20 s K. Kallion (R. Pass) — 59 min 35 s | 0–1 0–2 0–3 0–4 0–5 0–6 1–6 2–6 2–7 3–7 | C. Hofbauer (E. Antener) — 1 min 7 s M. Zürcher (P. Mendelin) — 1 min 30 s S. Stucki (M. Engel) — 17 min 37 s N. Scalvinoni (M. Hofbauer) — 32 min M. Maurer (E. Antener) — 32 min 29 s K. Schmocker (P. Mendelin) — 34 min 58 s M. Tamme (csc) — 53 min 27 s | Arbitrage : Tero Fordell Lasse Vuola |
| Jarkko Saastamoinen | Gardiens | Martin Hitz                             | | Arbitrage : Tero Fordell Lasse Vuola |
|                     | |                                         | | Arbitrage : Tero Fordell Lasse Vuola |
| 10                  | Tirs | 29                                      | | Arbitrage : Tero Fordell Lasse Vuola |

| 8 décembre 2014 | Norvège | 4-2 (3-0, 0-1, 1-1) | Estonie | Scandinavium, Göteborg 1 567 spectateurs |

| Feuille de match  | Feuille de match | Feuille de match        | Feuille de match                                           | Feuille de match                            |
| ----------------- | --- | ----------------------- | ---------------------------------------------------------- | ------------------------------------------- |
|                   | O. Jansson (T. Stræte) — 3 min 27 s G. Evensen (O. Jansson) — 5 min 21 s C. Nilsson (S. Bjerknes) — 5 min 42 s O. Jansson (O. Olesen) — 41 min 7 s | 1–0 2–0 3–0 3–1 4–1 4–2 | A. Wöiduma (P. Markus) — 34 min 14 s R. Pass — 45 min 41 s | Arbitrage : Thomas Baumgartner Thomas Kläsi |
| Christer Rönnmark | Gardiens | Marek Õige              |                                                            | Arbitrage : Thomas Baumgartner Thomas Kläsi |
|                   | |                         |                                                            | Arbitrage : Thomas Baumgartner Thomas Kläsi |
| 34                | Tirs | 18                      |                                                            | Arbitrage : Thomas Baumgartner Thomas Kläsi |

| 8 décembre 2014 | Suisse | 2-2 (2-1, 0-0, 0-1) | République tchèque | Scandinavium, Göteborg 2 413 spectateurs |

| Feuille de match | Feuille de match                                                            | Feuille de match | Feuille de match                                               | Feuille de match                     |
| ---------------- | --------------------------------------------------------------------------- | ---------------- | -------------------------------------------------------------- | ------------------------------------ |
|                  | C. Hofbauer (E. Antener) — 6 min 53 s N. Scalvinoni (C. Meier) — 19 min 4 s | 1–0 2–0 2–1 2–2  | J. Curney — 19 min 30 s M. Jendrišák (J. Curney) — 56 min 29 s | Arbitrage : Ola Hamberg Daniel Skoog |
| Pascal Meier     | Gardiens                                                                    | Tomáš Kafka      |                                                                | Arbitrage : Ola Hamberg Daniel Skoog |
|                  |                                                                             |                  |                                                                | Arbitrage : Ola Hamberg Daniel Skoog |
| 14               | Tirs                                                                        | 22               |                                                                | Arbitrage : Ola Hamberg Daniel Skoog |

| 9 décembre 2014 | Norvège | 7-10 (1-1, 4-5, 2-4) | Suisse | Scandinavium, Göteborg 732 spectateurs |

| Feuille de match  | Feuille de match | Feuille de match                                                     | Feuille de match | Feuille de match                     |
| ----------------- | --- | -------------------------------------------------------------------- | --- | ------------------------------------ |
|                   | W. Fauskanger (D. Gidske) — 11 min 40 s F. Kuchen (csc) — 26 min 23 s W. Fauskanger (K. Kronberg) — 33 min 44 s W. Fauskanger (K. Kronberg) — 39 min 47 s W. Fauskanger (G. Evensen) — 39 min 55 s O. Jansson (O. Olesen) — 49 min 14 s D. Gidske — 56 min 28 s | 1–0 1–1 1–2 1–3 1–4 2–4 2–5 3–5 3–6 4–6 5–6 5–7 6–7 6–8 7–8 7–9 7–10 | P. Fankhauser (N. Scalvinoni) — 15 min 54 s M. Gerber (E. Antener) — 24 min 34 s C. Meier (M. Zürcher) — 24 min 46 s F. Bolliger (M. Zürcher) — 26 min 14 s E. Antener (M. Maurer) — 33 min 2 s C. Hofbauer (M. Maurer) — 37 min 15 s M. Zürcher — 48 min 24 s M. Maurer — 56 min 20 s M. Maurer (F. Bolliger) — 59 min 17 s N. Scalvinoni (M. Zürcher) — 59 min 48 s | Arbitrage : Tero Fordell Lasse Vuola |
| Christer Rönnmark | Gardiens | Pascal Meier                                                         | | Arbitrage : Tero Fordell Lasse Vuola |
|                   | |                                                                      | | Arbitrage : Tero Fordell Lasse Vuola |
| 21                | Tirs | 30                                                                   | | Arbitrage : Tero Fordell Lasse Vuola |

| 9 décembre 2014 | République tchèque | 12-2 (4-1, 3-1, 5-0) | Estonie | Scandinavium, Göteborg 1 834 spectateurs |

| Feuille de match | Feuille de match | Feuille de match                                           | Feuille de match                                           | Feuille de match                                          |
| ---------------- | --- | ---------------------------------------------------------- | ---------------------------------------------------------- | --------------------------------------------------------- |
|                  | J. Curney (J. Natov) — 2 min 40 s M. Jendrišák (J. Curney) — 8 min 2 s M. Tokoš (T. Sladký) — 12 min 56 s J. Natov (J. Curney) — 19 min 13 s J. Natov (M. Podhráský) — 23 min 30 s P. Dóža (M. Zozulák) — 26 min 25 s M. Fridrich (J. Jelínek) — 30 min 47 s T. Sladký (P. Suchánek) — 42 min 50 s J. Natov (P. Heřmanský) — 43 min 23 s M. Tomašík (P. Suchánek) — 48 min 56 s M. Tokoš (M. Tomašík) — 53 min 26 s J. Natov (J. Curney) — 58 min 3 s | 1–0 1–1 2–1 3–1 4–1 5–1 6–1 7–1 7–2 8–2 9–2 10–2 11–2 12–2 | P. Markus — 5 min 24 s S. Kõiv (G. Kurmiste) — 37 min 32 s | Arbitrage : Björn Aksel Henriksen Jan Magnar Ingebrigtsli |
| Jan Barák        | Gardiens | Jarkko Saastamoinen                                        |                                                            | Arbitrage : Björn Aksel Henriksen Jan Magnar Ingebrigtsli |
|                  | |                                                            |                                                            | Arbitrage : Björn Aksel Henriksen Jan Magnar Ingebrigtsli |
| 46               | Tirs | 12                                                         |                                                            | Arbitrage : Björn Aksel Henriksen Jan Magnar Ingebrigtsli |

#### Groupe C
| Rang  | Équipe       | Pts | J | G | N | P  | Bp | Bc  | Diff |
| ----- | ------------ | --- | - | - | - | -- | -- | --- | ---- |
| +001, | Slovaquie    | 3   | 3 | 0 | 0 | 28 | 8  | +20 | 6    |
| +002, | États-Unis   | 3   | 2 | 0 | 1 | 23 | 7  | +16 | 4    |
| +003, | Corée du Sud | 3   | 1 | 0 | 2 | 7  | 28 | -21 | 2    |
| +004, | Japon        | 3   | 0 | 0 | 3 | 6  | 21 | -15 | 0    |

| 6 décembre 2014 | Slovaquie | 9-4 (3-1, 2-2, 4-1) | Japon | Lisebergshallen, Göteborg 399 spectateurs |

| Feuille de match | Feuille de match | Feuille de match                                    | Feuille de match | Feuille de match                     |
| ---------------- | --- | --------------------------------------------------- | --- | ------------------------------------ |
|                  | L. Řezanina (M. Novák) — 13 min 20 s M. Koščo (M. Kubovič) — 15 min 24 s L. Gál (L. Řezanina) — 15 min 45 s L. Gál (L. Ujhelyi) — 24 min 9 s M. Grlický (M. Kubovič) — 26 min 5 s P. Pelegrín (J. Komínek) — 41 min 6 s M. Kubovič (L. Gál) — 44 min 16 s L. Řezanina (V. Komačka) — 45 min 24 s J. Komínek (R. Zeliezka) — 57 min 56 s | 0–1 1–1 2–1 3–1 4–1 5–1 5–2 5–3 6–3 7–3 8–3 9–3 9–4 | N. Macuba (K. Higuchi) — 9 min 3 s N. Macuba (I. Ueda) — 27 min 9 s S. Kuraba — 37 min 22 s Y. Hirokawa (I. Ueda) — 59 min 37 s | Arbitrage : Tero Fordell Lasse Vuola |
| Adam Kalčok      | Gardiens | Kenta Higuchi                                       | | Arbitrage : Tero Fordell Lasse Vuola |
|                  | |                                                     | | Arbitrage : Tero Fordell Lasse Vuola |
| 35               | Tirs | 16                                                  | | Arbitrage : Tero Fordell Lasse Vuola |

| 7 décembre 2014 | Corée du Sud | 2-12 (0-2, 0-8, 2-2) | États-Unis | Lisebergshallen, Göteborg 364 spectateurs |

| Feuille de match | Feuille de match                                                              | Feuille de match                                             | Feuille de match | Feuille de match                     |
| ---------------- | ----------------------------------------------------------------------------- | ------------------------------------------------------------ | --- | ------------------------------------ |
|                  | K. SeungHo (S. KyoungHoon) — 40 min 34 s L. BaekHee (L. KiWung) — 54 min 20 s | 0–1 0–2 0–3 0–4 0–5 0–6 0–7 0–8 0–9 0–10 1–10 1–11 2–11 2–12 | M. Binder — 3 min 43 s R. Aa (M. Hansen) — 13 min 25 s M. Rüegg (M. Hansen) — 21 min R. Brown (M. Vähä-Vahe) — 21 min 19 s K. Förare (J. Andersson) — 24 min 41 s M. Binder (M. Rüegg) — 25 min 36 s K. Förare (J. Andersson) — 27 min 6 s M. Rüegg (M. Hansen) — 27 min 26 s R. Brown (R. Möri) — 39 min 31 s R. Winkler — 39 min 53 s K. Förare (S. Zimmerman) — 49 min 1 s S. Zimmerman (K. Förare) — 55 min | Arbitrage : Tero Fordell Lasse Vuola |
| Lee YoungYune    | Gardiens                                                                      | Terence Frank                                                | | Arbitrage : Tero Fordell Lasse Vuola |
|                  |                                                                               |                                                              | | Arbitrage : Tero Fordell Lasse Vuola |
| 9                | Tirs                                                                          | 32                                                           | | Arbitrage : Tero Fordell Lasse Vuola |

| 8 décembre 2014 | Slovaquie | 15-2 (5-1, 4-1, 6-0) | Corée du Sud | Lisebergshallen, Göteborg 132 spectateurs |

| Feuille de match | Feuille de match | Feuille de match                                                          | Feuille de match                                                           | Feuille de match                     |
| ---------------- | --- | ------------------------------------------------------------------------- | -------------------------------------------------------------------------- | ------------------------------------ |
|                  | J. Komínek (M. Bulko) — 11 min 13 s M. Kubovič (J. Halás) — 11 min 22 s V. Komačka (L. Gál) — 11 min 35 s J. Komínek (P. Pelegrín) — 17 min 47 s L. Řezanina (M. Hrín) — 19 min 7 s V. Komačka (L. Gál) — 29 min 52 s M. Joščák (R. Zeliezka) — 30 min 47 s M. Joščák (J. Komínek) — 34 min 20 s M. Kubovič (M. Grlický) — 37 min 14 s M. Joščák (L. Řezanina) — 40 min 58 s L. Gál (L. Řezanina) — 43 min 30 s M. Novák (J. Konečný) — 52 min 20 s J. Konečný (M. Petróci) — 57 min 25 s M. Koščo (M. Grlický) — 58 min 15 s J. Komínek (P. Pelegrín) — 59 min 31 s | 0–1 1–1 2–1 3–1 4–1 5–1 6–1 7–1 8–1 9–1 9–2 10–2 11–2 12–2 13–2 14–2 15–2 | L. JunOh (J. KwangHwan) — 6 min 44 s S. JongSuk (L. BaekHee) — 38 min 57 s | Arbitrage : Sharil Ismail Dennis Lim |
| Dominik Turek    | Gardiens | Park DooSun Lee JaeMan                                                    |                                                                            | Arbitrage : Sharil Ismail Dennis Lim |
|                  | |                                                                           |                                                                            | Arbitrage : Sharil Ismail Dennis Lim |
| 45               | Tirs | 9                                                                         |                                                                            | Arbitrage : Sharil Ismail Dennis Lim |

| 8 décembre 2014 | États-Unis | 9-1 (5-0, 0-0, 4-1) | Japon | Lisebergshallen, Göteborg 146 spectateurs |

| Feuille de match | Feuille de match | Feuille de match                        | Feuille de match                  | Feuille de match                     |
| ---------------- | --- | --------------------------------------- | --------------------------------- | ------------------------------------ |
|                  | M. Binder (R. Aa) — 1 min 9 s S. Zimmerman (R. Winkler) — 3 min 38 s M. Hansen (M. Rüegg) — 7 min 56 s R. Winkler (F. Länzlinger) — 19 min 29 s M. Fischer (R. Brown) — 19 min 46 s S. Zimmerman (J. Andersson) — 49 min 3 s M. Binder (A. McVey) — 53 min 18 s A. McVey (M. Hansen) — 54 min 36 s R. Brown (M. Hansen) — 58 min 18 s | 1–0 2–0 3–0 4–0 5–0 6–0 6–1 7–1 8–1 9–1 | I. Ueda (R. Nishii) — 49 min 46 s | Arbitrage : Tero Fordell Lasse Vuola |
| Keven Glanzmann  | Gardiens | Kenta Higuchi                           |                                   | Arbitrage : Tero Fordell Lasse Vuola |
|                  | |                                         |                                   | Arbitrage : Tero Fordell Lasse Vuola |
| 38               | Tirs | 6                                       |                                   | Arbitrage : Tero Fordell Lasse Vuola |

| 9 décembre 2014 | Slovaquie | 4-2 (0-1, 4-0, 0-1) | États-Unis | Lisebergshallen, Göteborg 297 spectateurs |

| Feuille de match | Feuille de match | Feuille de match        | Feuille de match                                                 | Feuille de match                     |
| ---------------- | --- | ----------------------- | ---------------------------------------------------------------- | ------------------------------------ |
|                  | L. Řezanina (L. Gál) — 22 min 17 s M. Kubovič (M. Grlický) — 26 min 32 s P. Pelegrín (M. Bulko) — 34 min 7 s R. Möri (csc) — 34 min 23 s | 0–1 1–1 2–1 3–1 4–1 4–2 | K. Förare — 18 min 52 s R. Winkler (F. Länzlinger) — 49 min 26 s | Arbitrage : Petr Černý Jiří Janoušek |
| Adam Kalčok      | Gardiens | Terence Frank           |                                                                  | Arbitrage : Petr Černý Jiří Janoušek |
|                  | |                         |                                                                  | Arbitrage : Petr Černý Jiří Janoušek |
| 16               | Tirs | 24                      |                                                                  | Arbitrage : Petr Černý Jiří Janoušek |

| 9 décembre 2014 | Corée du Sud | 3-1 (0-0, 1-0, 2-1) | Japon | Lisebergshallen, Göteborg 176 spectateurs |

| Feuille de match | Feuille de match                                                                                        | Feuille de match | Feuille de match                    | Feuille de match                             |
| ---------------- | --- | ---------------- | ----------------------------------- | -------------------------------------------- |
|                  | L. BaekHee (S. JongSuk) — 34 min 35 s S. KyoungHoon — 43 min 51 s L. BaekHee (S. JongSuk) — 50 min 11 s | 1–0 2–0 3–0 3–1  | N. Macuba (R. Nishii) — 53 min 10 s | Arbitrage : Bartosz Burek Wojciech Czarnecki |
| Lee YoungYune    | Gardiens                                                                                                | Kenta Higuchi    |                                     | Arbitrage : Bartosz Burek Wojciech Czarnecki |
|                  | |                  |                                     | Arbitrage : Bartosz Burek Wojciech Czarnecki |
| 24               | Tirs | 27               |                                     | Arbitrage : Bartosz Burek Wojciech Czarnecki |

#### Groupe D
| Rang  | Équipe    | Pts | J | G | N | P  | Bp | Bc  | Diff |
| ----- | --------- | --- | - | - | - | -- | -- | --- | ---- |
| +001, | Danemark  | 3   | 3 | 0 | 1 | 21 | 8  | +13 | 6    |
| +002, | Canada    | 3   | 2 | 0 | 1 | 18 | 16 | +2  | 4    |
| +003, | Australie | 3   | 1 | 0 | 2 | 17 | 25 | -8  | 2    |
| +004, | Russie    | 3   | 0 | 0 | 3 | 18 | 25 | -7  | 0    |

| 6 décembre 2014 | Russie | 9-11 (4-5, 2-4, 3-2) | Australie | Lisebergshallen, Göteborg 344 spectateurs |

| Feuille de match | Feuille de match | Feuille de match                                                                    | Feuille de match | Feuille de match                     |
| ---------------- | --- | ----------------------------------------------------------------------------------- | --- | ------------------------------------ |
|                  | S. Yuryev (A. Sharapov) — 2 min 14 s A. Sharapov (V. Garevskich) — 13 min 16 s P. Semyonov (I. Veshnyakov) — 16 min A. Taldonov (A. Sharapov) — 19 min 21 s N. Bryn (D. Kurach) — 26 min 24 s A. Sharapov (S. Azov) — 38 min 53 s P. Semyonov (I. Vešnyakov) — 41 min 26 s S. Azov (A. Taldonov) — 56 min 12 s S. Azov (A. Sharapov) — 58 min 54 s | 1–0 1–1 2–1 2–2 3–2 3–3 3–4 3–5 4–5 4–6 5–6 5–7 5–8 5–9 6–9 7–9 7–10 7–11 8–11 9–11 | C. Hammarlund (J. Veron) — 12 min 43 s T. Boteler (P. Pražan) — 13 min 27 s T. Boteler (S. Frazer) — 16 min 45 s J. Monckton (N. Moran) — 17 min 47 s T. Boteler (S. Frazer) — 18 min 15 s J. Veron (C. Hammarlund) — 26 min 10 s M. Woods (T. Hardy) — 29 min 25 s N. Moran (J. Veron) — 32 min 12 s D. Polyakov (csc) — 37 min 50 s N. Moran (J. Veron) — 42 min 39 s N. Moran (J. Veron) — 46 min 32 s | Arbitrage : Sharil Ismail Dennis Lim |
| Sergey Pronyakov | Gardiens | Vladimír Plocek                                                                     | | Arbitrage : Sharil Ismail Dennis Lim |
|                  | |                                                                                     | | Arbitrage : Sharil Ismail Dennis Lim |
| 39               | Tirs | 24                                                                                  | | Arbitrage : Sharil Ismail Dennis Lim |

| 6 décembre 2014 | Danemark | 7-2 (2-1, 2-0, 3-1) | Canada | Lisebergshallen, Göteborg 486 spectateurs |

| Feuille de match | Feuille de match | Feuille de match | Feuille de match | Feuille de match                     |
| ---------------- | ---------------- | ---------------- | ---------------- | ------------------------------------ |
|                  |                  |                  |                  | Arbitrage : Jiří Janoušek Petr Černý |
|                  |                  |                  |                  |                                      |
|                  |                  |                  |                  |                                      |
|                  |                  |                  |                  |                                      |

| 7 décembre 2014 | Russie | 1-5 (1-1, 0-1, 0-3) | Danemark | Lisebergshallen, Göteborg 458 spectateurs |

| Feuille de match | Feuille de match | Feuille de match | Feuille de match | Feuille de match                                          |
| ---------------- | ---------------- | ---------------- | ---------------- | --------------------------------------------------------- |
|                  |                  |                  |                  | Arbitrage : Björn Aksel Henriksen Jan Magnar Ingebrigtsli |
|                  |                  |                  |                  |                                                           |
|                  |                  |                  |                  |                                                           |
|                  |                  |                  |                  |                                                           |

| 7 décembre 2014 | Canada | 7-1 (2-1, 1-0, 4-0) | Australie | Lisebergshallen, Göteborg 421 spectateurs |

| Feuille de match | Feuille de match | Feuille de match | Feuille de match | Feuille de match                            |
| ---------------- | ---------------- | ---------------- | ---------------- | ------------------------------------------- |
|                  |                  |                  |                  | Arbitrage : Thomas Baumgartner Thomas Kläsi |
|                  |                  |                  |                  |                                             |
|                  |                  |                  |                  |                                             |
|                  |                  |                  |                  |                                             |

| 8 décembre 2014 | Russie | 8-9 (3-2, 3-4, 2-3) | Canada | Lisebergshallen, Göteborg 154 spectateurs |

| Feuille de match | Feuille de match | Feuille de match | Feuille de match | Feuille de match                             |
| ---------------- | ---------------- | ---------------- | ---------------- | -------------------------------------------- |
|                  |                  |                  |                  | Arbitrage : Bartosz Burek Wojciech Czarnecki |
|                  |                  |                  |                  |                                              |
|                  |                  |                  |                  |                                              |
|                  |                  |                  |                  |                                              |

| 9 décembre 2014 | Danemark | 9-5 (2-0, 2-3, 5-2) | Australie | Lisebergshallen, Göteborg 216 spectateurs |

| Feuille de match | Feuille de match | Feuille de match | Feuille de match | Feuille de match                     |
| ---------------- | ---------------- | ---------------- | ---------------- | ------------------------------------ |
|                  |                  |                  |                  | Arbitrage : Sharil Ismail Dennis Lim |
|                  |                  |                  |                  |                                      |
|                  |                  |                  |                  |                                      |
|                  |                  |                  |                  |                                      |

### Phase à élimination directe
|  | Tour qualificatif | Tour qualificatif | Tour qualificatif  |          |          | Quarts de finale | Quarts de finale | Quarts de finale   |                 |  | Demi-finales | Demi-finales | Demi-finales |                    |   | Finale | Finale | Finale |
|  |                   |                   |                    |          |          |                  |                  |                    |                 |  |              |              |              |                    |   |        |        |        |
|  |                   |                   |                    |          |          |                  |                  |                    |                 |  |              |              |              |                    |   |        |        |        |
|  |                   |                   | Suède              | 17       |          |                  |                  |                    |                 |  |              |              |              |                    |   |        |        |        |
|  |                   |                   |                    | 17       |          |                  |                  |                    |                 |  |              |              |              |                    |   |        |        |        |
|  |                   |                   |                    | Estonie  | 0        |                  |                  |                    |                 |  |              |              |              |                    |   |        |        |        |
|  |                   | Estonie           | 7                  | Estonie  | 0        |                  |                  |                    |                 |  |              |              |              |                    |   |        |        |        |
|  |                   | Estonie           | 7                  |          |          |                  |                  |                    |                 |  |              |              |              |                    |   |        |        |        |
|  |                   | Slovaquie         | 2                  |          |          |                  |                  |                    |                 |  |              |              |              |                    |   |        |        |        |
|  |                   |                   |                    |          |          |                  |                  | Suède              | 10              |  |              |              |              |                    |   |        |        |        |
|  |                   |                   |                    |          |          |                  |                  |                    | 10              |  |              |              |              |                    |   |        |        |        |
|  |                   |                   | Suisse             | 1        |          |                  |                  |                    |                 |  |              |              |              |                    |   |        |        |        |
|  |                   | Lettonie          | Suisse             | 1        | 10       |                  |                  |                    |                 |  |              |              |              |                    |   |        |        |        |
|  |                   | Lettonie          |                    |          | 10       |                  |                  |                    |                 |  |              |              |              |                    |   |        |        |        |
|  |                   | Canada            | 2                  |          |          |                  |                  |                    |                 |  |              |              |              |                    |   |        |        |        |
|  |                   | Canada            | 2                  |          | Lettonie | 1                |                  |                    |                 |  |              |              |              |                    |   |        |        |        |
|  |                   |                   |                    |          | Lettonie | 1                |                  |                    |                 |  |              |              |              |                    |   |        |        |        |
|  |                   |                   |                    | Suisse   | 6        |                  |                  |                    |                 |  |              |              |              |                    |   |        |        |        |
|  |                   |                   |                    | Suisse   | 6        |                  |                  |                    |                 |  |              |              |              |                    |   |        |        |        |
|  |                   |                   |                    |          |          |                  |                  |                    |                 |  |              |              |              |                    |   |        |        |        |
|  |                   |                   |                    |          |          |                  |                  |                    |                 |  |              |              |              |                    |   |        |        |        |
|  |                   |                   |                    |          |          |                  |                  |                    |                 |  |              |              | Suède        | 3                  |   |        |        |        |
|  |                   |                   |                    |          |          |                  |                  |                    |                 |  |              |              |              |                    |   |        |        |        |
|  |                   |                   | Finlande           | 2        |          |                  |                  |                    |                 |  |              |              |              |                    |   |        |        |        |
|  |                   |                   | Finlande           | 2        |          |                  |                  |                    |                 |  |              |              |              |                    |   |        |        |        |
|  |                   |                   |                    |          |          |                  |                  |                    |                 |  |              |              |              |                    |   |        |        |        |
|  |                   |                   |                    |          |          |                  |                  |                    |                 |  |              |              |              |                    |   |        |        |        |
|  |                   |                   | République tchèque | 5        |          |                  |                  |                    |                 |  |              |              |              |                    |   |        |        |        |
|  |                   |                   |                    | 5        |          |                  |                  |                    |                 |  |              |              |              |                    |   |        |        |        |
|  |                   |                   |                    | Danemark | 1        |                  |                  |                    |                 |  |              |              |              |                    |   |        |        |        |
|  |                   | Allemagne         | 3                  | Danemark | 1        |                  |                  |                    |                 |  |              |              |              |                    |   |        |        |        |
|  |                   | Allemagne         | 3                  |          |          |                  |                  |                    |                 |  |              |              |              |                    |   |        |        |        |
|  |                   | Danemark          | 4                  |          |          |                  |                  |                    |                 |  |              |              |              |                    |   |        |        |        |
|  |                   |                   |                    |          |          |                  |                  | République tchèque | 3               |  |              |              |              |                    |   |        |        |        |
|  |                   |                   |                    |          |          |                  |                  |                    | 3               |  |              |              |              |                    |   |        |        |        |
|  |                   |                   | Finlande           | 6        |          |                  | Troisième place  | Troisième place    | Troisième place |  |              |              |              |                    |   |        |        |        |
|  |                   | Norvège           | Finlande           | 6        | 6        |                  | Troisième place  | Troisième place    | Troisième place |  |              |              |              |                    |   |        |        |        |
|  |                   | Norvège           |                    |          | 6        |                  |                  |                    |                 |  |              |              |              |                    |   |        |        |        |
|  |                   | États-Unis        | 2                  |          |          |                  |                  |                    |                 |  |              |              |              |                    |   |        |        |        |
|  |                   | États-Unis        | 2                  |          | Norvège  | 1                |                  |                    |                 |  |              |              |              | République tchèque | 4 |        |        |        |
|  |                   |                   |                    |          | Norvège  | 1                |                  |                    |                 |  |              |              |              | République tchèque | 4 |        |        |        |
|  |                   |                   |                    | Finlande | 6        |                  |                  |                    |                 |  |              |              |              | Suisse             | 3 |        |        |        |
|  |                   |                   |                    | Finlande | 6        |                  |                  |                    |                 |  |              |              |              | Suisse             | 3 |        |        |        |
|  |                   |                   |                    |          |          |                  |                  |                    |                 |  |              |              |              |                    |   |        |        |        |

#### Tour qualificatif
| 10 décembre 2014 | Norvège | 6-2 (2-0, 1-0, 3-2) | États-Unis | Scandinavium, Göteborg 621 spectateurs |

| Feuille de match | Feuille de match | Feuille de match | Feuille de match | Feuille de match                     |
| ---------------- | ---------------- | ---------------- | ---------------- | ------------------------------------ |
|                  |                  |                  |                  | Arbitrage : Sharil Ismail Dennis Lim |
|                  |                  |                  |                  |                                      |
|                  |                  |                  |                  |                                      |
|                  |                  |                  |                  |                                      |

| 10 décembre 2014 | Estonie | 7-2 (2-1, 2-1, 3-0) | Slovaquie | Scandinavium, Göteborg 673 spectateurs |

| Feuille de match | Feuille de match | Feuille de match | Feuille de match | Feuille de match                                          |
| ---------------- | ---------------- | ---------------- | ---------------- | --------------------------------------------------------- |
|                  |                  |                  |                  | Arbitrage : Björn Aksel Henriksen Jan Magnar Ingebrigtsli |
|                  |                  |                  |                  |                                                           |
|                  |                  |                  |                  |                                                           |
|                  |                  |                  |                  |                                                           |

| 10 décembre 2014 | Lettonie | 10-2 (0-0, 4-1, 6-1) | Canada | Scandinavium, Göteborg 1 327 spectateurs |

| Feuille de match | Feuille de match | Feuille de match | Feuille de match | Feuille de match                     |
| ---------------- | ---------------- | ---------------- | ---------------- | ------------------------------------ |
|                  |                  |                  |                  | Arbitrage : Petr Černý Jiří Janoušek |
|                  |                  |                  |                  |                                      |
|                  |                  |                  |                  |                                      |
|                  |                  |                  |                  |                                      |

| 10 décembre 2014 | Danemark | 4-3 (1-1, 0-1, 2-1, 0-0, 2-1) | Allemagne | Scandinavium, Göteborg 493 spectateurs |

| Feuille de match | Feuille de match | Feuille de match | Feuille de match | Feuille de match                     |
| ---------------- | ---------------- | ---------------- | ---------------- | ------------------------------------ |
|                  |                  |                  |                  | Arbitrage : Tero Fordell Lasse Vuola |
|                  |                  |                  |                  |                                      |
|                  |                  |                  |                  |                                      |
|                  |                  |                  |                  |                                      |

#### Quarts de finale
| 11 décembre 2014 | Finlande | 6-1 (3-0, 0-0, 3-1) | Norvège | Scandinavium, Göteborg 2 112 spectateurs |

| Feuille de match | Feuille de match | Feuille de match | Feuille de match | Feuille de match                     |
| ---------------- | ---------------- | ---------------- | ---------------- | ------------------------------------ |
|                  |                  |                  |                  | Arbitrage : Petr Černý Jiří Janoušek |
|                  |                  |                  |                  |                                      |
|                  |                  |                  |                  |                                      |
|                  |                  |                  |                  |                                      |

| 11 décembre 2014 | Suède | 17-0 (3-0, 6-0, 8-0) | Estonie | Scandinavium, Göteborg 2 968 spectateurs |

| Feuille de match | Feuille de match | Feuille de match | Feuille de match | Feuille de match                             |
| ---------------- | ---------------- | ---------------- | ---------------- | -------------------------------------------- |
|                  |                  |                  |                  | Arbitrage : Bartosz Burek Wojciech Czarnecki |
|                  |                  |                  |                  |                                              |
|                  |                  |                  |                  |                                              |
|                  |                  |                  |                  |                                              |

| 12 décembre 2014 | République tchèque | 5-1 (1-0, 4-1, 0-0) | Danemark | Scandinavium, Göteborg 2 098 spectateurs |

| Feuille de match | Feuille de match | Feuille de match | Feuille de match | Feuille de match                     |
| ---------------- | ---------------- | ---------------- | ---------------- | ------------------------------------ |
|                  |                  |                  |                  | Arbitrage : Tero Fordell Lasse Vuola |
|                  |                  |                  |                  |                                      |
|                  |                  |                  |                  |                                      |
|                  |                  |                  |                  |                                      |

| 12 décembre 2014 | Suisse | 6-1 (1-0, 2-0, 3-1) | Lettonie | Scandinavium, Göteborg 2 994 spectateurs |

| Feuille de match | Feuille de match | Feuille de match | Feuille de match | Feuille de match                     |
| ---------------- | ---------------- | ---------------- | ---------------- | ------------------------------------ |
|                  |                  |                  |                  | Arbitrage : Petr Černý Jiří Janoušek |
|                  |                  |                  |                  |                                      |
|                  |                  |                  |                  |                                      |
|                  |                  |                  |                  |                                      |

#### Demi-finales
| 13 décembre 2014 | Finlande | 6-3 (3-2, 1-1, 2-0) | République tchèque | Scandinavium, Göteborg 8 878 spectateurs |

| Feuille de match | Feuille de match | Feuille de match | Feuille de match | Feuille de match                     |
| ---------------- | ---------------- | ---------------- | ---------------- | ------------------------------------ |
|                  |                  |                  |                  | Arbitrage : Ola Hamberg Daniel Skoog |
|                  |                  |                  |                  |                                      |
|                  |                  |                  |                  |                                      |
|                  |                  |                  |                  |                                      |

| 13 décembre 2014 | Suède | 10-1 (6-0, 3-1, 1-0) | Suisse | Scandinavium, Göteborg 10 779 spectateurs |

| Feuille de match | Feuille de match | Feuille de match | Feuille de match | Feuille de match                     |
| ---------------- | ---------------- | ---------------- | ---------------- | ------------------------------------ |
|                  |                  |                  |                  | Arbitrage : Tero Fordell Lasse Vuola |
|                  |                  |                  |                  |                                      |
|                  |                  |                  |                  |                                      |
|                  |                  |                  |                  |                                      |

#### Troisième place
| 14 décembre 2014 | République tchèque | 4-3 (0-2, 4-1, 0-0) | Suisse | Scandinavium, Göteborg 9 148 spectateurs |

| Feuille de match | Feuille de match | Feuille de match            | Feuille de match                                                                                        | Feuille de match                     |
| ---------------- | --- | --------------------------- | --- | ------------------------------------ |
|                  | J. Curney (M. Jendrišák) — 23 min 2 s M. Tokoš (P. Suchánek) — 29 min 10 s P. Dóža (T. Sýkora) — 36 min 29 s M. Jendrišák (M. Tomašík) — 39 min 53 s | 0–1 0–2 1–2 2–2 2–3 3–3 4–3 | E. Antener — 1 min 13 s P. Mendelin (M. Zürcher) — 4 min 10 s M. Hofbauer (N. Scalvinoni) — 30 min 27 s | Arbitrage : Ola Hamberg Daniel Skoog |
| Tomáš Kafka      | Gardiens | Pascal Meier                | | Arbitrage : Ola Hamberg Daniel Skoog |
|                  | |                             | | Arbitrage : Ola Hamberg Daniel Skoog |
| 15               | Tirs | 13                          | | Arbitrage : Ola Hamberg Daniel Skoog |

#### Finale
| 14 décembre 2014 | Suède | 3-2 (0-2, 2-0, 1-0) | Finlande | Scandinavium, Göteborg 12 044 spectateurs |

| Feuille de match | Feuille de match | Feuille de match    | Feuille de match                                                     | Feuille de match                     |
| ---------------- | --- | ------------------- | -------------------------------------------------------------------- | ------------------------------------ |
|                  | M. Samuelsson (J. Samuelsson) — 21 min 2 s R.Nislberth (K. Nilsson) — 37 min 22 s H. Stenberg (J. Samuelsson) — 47 min | 0–1 0–2 1–2 2–2 3–2 | J. Kukkola (J. Kivilehto) — 26 s R. Töllikkö (E. Salin) — 19 min 2 s | Arbitrage : Ola Hamberg Daniel Skoog |
| Patrik Åman      | Gardiens | Eero Kosonen        |                                                                      | Arbitrage : Ola Hamberg Daniel Skoog |
|                  | |                     |                                                                      | Arbitrage : Ola Hamberg Daniel Skoog |
| 20               | Tirs | 13                  |                                                                      | Arbitrage : Ola Hamberg Daniel Skoog |

### Matchs de classement 5 à 8
|  | Demi-finales de classement | Demi-finales de classement |                        |   | Match pour la 5e place | Match pour la 5e place |
|  | Demi-finales de classement | Demi-finales de classement |                        |   | Match pour la 5e place | Match pour la 5e place |
|  |                            |                            |                        |   |                        |                        |
|  | 13 décembre 2014           | 13 décembre 2014           |                        |   | 14 décembre 2014       | 14 décembre 2014       |
|  | 13 décembre 2014           | 13 décembre 2014           |                        |   | 14 décembre 2014       | 14 décembre 2014       |
|  | Norvège                    | 6                          |                        |   | 14 décembre 2014       | 14 décembre 2014       |
|  | Norvège                    | 6                          |                        |   | 14 décembre 2014       | 14 décembre 2014       |
|  | Danemark                   | 2                          |                        |   | 14 décembre 2014       | 14 décembre 2014       |
|  | Danemark                   | 2                          | Norvège                | 3 |                        |                        |
|  | 13 décembre 2014           |                            | Norvège                | 3 |                        |                        |
|  |                            | Lettonie                   | 4                      |   |                        |                        |
|  | Lettonie                   | Lettonie                   | 4                      | 6 |                        |                        |
|  | Lettonie                   |                            |                        | 6 |                        |                        |
|  | Estonie                    | 1                          |                        |   |                        |                        |
|  | Estonie                    | 1                          | Match pour la 7e place |   |                        |                        |
|  |                            |                            |                        |   |                        |                        |
|  | 14 décembre 2014           |                            |                        |   |                        |                        |
|  |                            |                            |                        |   |                        |                        |
|  | Danemark                   | 7                          |                        |   |                        |                        |
|  | Danemark                   | 7                          |                        |   |                        |                        |
|  | Estonie                    | 2                          |                        |   |                        |                        |
|  | Estonie                    | 2                          |                        |   |                        |                        |

| 13 décembre 2014 | Norvège | 6-2 (3-2, 0-0, 3-0) | Danemark | Lisebergshallen, Göteborg 748 spectateurs |

| Feuille de match | Feuille de match | Feuille de match | Feuille de match | Feuille de match                     |
| ---------------- | ---------------- | ---------------- | ---------------- | ------------------------------------ |
|                  |                  |                  |                  | Arbitrage : Sharil Ismail Dennis Lim |
|                  |                  |                  |                  |                                      |
|                  |                  |                  |                  |                                      |
|                  |                  |                  |                  |                                      |

| 13 décembre 2014 | Lettonie | 6-1 (1-0, 0-1, 5-0) | Estonie | Lisebergshallen, Göteborg 180 spectateurs |

| Feuille de match | Feuille de match | Feuille de match | Feuille de match | Feuille de match                             |
| ---------------- | ---------------- | ---------------- | ---------------- | -------------------------------------------- |
|                  |                  |                  |                  | Arbitrage : Bartosz Burek Wojciech Czarnecki |
|                  |                  |                  |                  |                                              |
|                  |                  |                  |                  |                                              |
|                  |                  |                  |                  |                                              |

#### Places 7 et 8
| 14 décembre 2014 | Danemark | 7-2 (3-1, 1-0, 3-1) | Estonie | Lisebergshallen, Göteborg 104 spectateurs |

| Feuille de match | Feuille de match | Feuille de match | Feuille de match | Feuille de match                                          |
| ---------------- | ---------------- | ---------------- | ---------------- | --------------------------------------------------------- |
|                  |                  |                  |                  | Arbitrage : Björn Aksel Henriksen Jan Magnar Ingebrigtsli |
|                  |                  |                  |                  |                                                           |
|                  |                  |                  |                  |                                                           |
|                  |                  |                  |                  |                                                           |

#### Places 5 et 6
| 14 décembre 2014 | Lettonie | 4-3 (1-1, 2-0, 1-2) | Norvège | Scandinavium, Göteborg 2 733 spectateurs |

| Feuille de match | Feuille de match | Feuille de match | Feuille de match | Feuille de match                     |
| ---------------- | ---------------- | ---------------- | ---------------- | ------------------------------------ |
|                  |                  |                  |                  | Arbitrage : Sharil Ismail Dennis Lim |
|                  |                  |                  |                  |                                      |
|                  |                  |                  |                  |                                      |
|                  |                  |                  |                  |                                      |

### Matchs de classement 9 à 12
|  | Demi-finales de classement | Demi-finales de classement |                        |   | Match pour la 5e place | Match pour la 5e place |
|  | Demi-finales de classement | Demi-finales de classement |                        |   | Match pour la 5e place | Match pour la 5e place |
|  |                            |                            |                        |   |                        |                        |
|  | 11 décembre 2014           | 11 décembre 2014           |                        |   | 12 décembre 2014       | 12 décembre 2014       |
|  | 11 décembre 2014           | 11 décembre 2014           |                        |   | 12 décembre 2014       | 12 décembre 2014       |
|  | Slovaquie                  | 5                          |                        |   | 12 décembre 2014       | 12 décembre 2014       |
|  | Slovaquie                  | 5                          |                        |   | 12 décembre 2014       | 12 décembre 2014       |
|  | Canada                     | 3                          |                        |   | 12 décembre 2014       | 12 décembre 2014       |
|  | Canada                     | 3                          | Slovaquie              | 5 |                        |                        |
|  | 11 décembre 2014           |                            | Slovaquie              | 5 |                        |                        |
|  |                            | Allemagne                  | 7                      |   |                        |                        |
|  | Allemagne                  | Allemagne                  | 7                      | 6 |                        |                        |
|  | Allemagne                  |                            |                        | 6 |                        |                        |
|  | États-Unis                 | 5                          |                        |   |                        |                        |
|  | États-Unis                 | 5                          | Match pour la 7e place |   |                        |                        |
|  |                            |                            |                        |   |                        |                        |
|  | 12 décembre 2014           |                            |                        |   |                        |                        |
|  |                            |                            |                        |   |                        |                        |
|  | États-Unis                 | 5                          |                        |   |                        |                        |
|  | États-Unis                 | 5                          |                        |   |                        |                        |
|  | Canada                     | 4                          |                        |   |                        |                        |
|  | Canada                     | 4                          |                        |   |                        |                        |

| 11 décembre 2014 | Slovaquie | 5-3 (0-1, 2-1, 3-1) | Canada | Lisebergshallen, Göteborg 101 spectateurs |

| Feuille de match | Feuille de match | Feuille de match | Feuille de match | Feuille de match                            |
| ---------------- | ---------------- | ---------------- | ---------------- | ------------------------------------------- |
|                  |                  |                  |                  | Arbitrage : Thomas Baumgartner Thomas Kläsi |
|                  |                  |                  |                  |                                             |
|                  |                  |                  |                  |                                             |
|                  |                  |                  |                  |                                             |

| 11 décembre 2014 | Allemagne | 6-5 (1-1, 2-2, 2-2, 1-0) | États-Unis | Lisebergshallen, Göteborg 183 spectateurs |

| Feuille de match | Feuille de match | Feuille de match | Feuille de match | Feuille de match                                          |
| ---------------- | ---------------- | ---------------- | ---------------- | --------------------------------------------------------- |
|                  |                  |                  |                  | Arbitrage : Björn Aksel Henriksen Jan Magnar Ingebrigtsli |
|                  |                  |                  |                  |                                                           |
|                  |                  |                  |                  |                                                           |
|                  |                  |                  |                  |                                                           |

#### Places 11 et 12
| 12 décembre 2014 | États-Unis | 5-4 (0-2, 4-1, 1-1) | Canada | Lisebergshallen, Göteborg 214 spectateurs |

| Feuille de match | Feuille de match | Feuille de match | Feuille de match | Feuille de match                     |
| ---------------- | ---------------- | ---------------- | ---------------- | ------------------------------------ |
|                  |                  |                  |                  | Arbitrage : Sharil Ismail Dennis Lim |
|                  |                  |                  |                  |                                      |
|                  |                  |                  |                  |                                      |
|                  |                  |                  |                  |                                      |

#### Places 9 et 10
| 12 décembre 2014 | Allemagne | 7-5 (4-1, 1-3, 2-1) | Slovaquie | Scandinavium, Göteborg 471 spectateurs |

| Feuille de match | Feuille de match | Feuille de match | Feuille de match | Feuille de match                                          |
| ---------------- | ---------------- | ---------------- | ---------------- | --------------------------------------------------------- |
|                  |                  |                  |                  | Arbitrage : Björn Aksel Henriksen Jan Magnar Ingebrigtsli |
|                  |                  |                  |                  |                                                           |
|                  |                  |                  |                  |                                                           |
|                  |                  |                  |                  |                                                           |

### Matchs de classement 13 à 16
|  | Demi-finales de classement | Demi-finales de classement |                        |    | Match pour la 5e place | Match pour la 5e place |
|  | Demi-finales de classement | Demi-finales de classement |                        |    | Match pour la 5e place | Match pour la 5e place |
|  |                            |                            |                        |    |                        |                        |
|  | 10 décembre 2014           | 10 décembre 2014           |                        |    | 11 décembre 2014       | 11 décembre 2014       |
|  | 10 décembre 2014           | 10 décembre 2014           |                        |    | 11 décembre 2014       | 11 décembre 2014       |
|  | Australie                  | 4                          |                        |    | 11 décembre 2014       | 11 décembre 2014       |
|  | Australie                  | 4                          |                        |    | 11 décembre 2014       | 11 décembre 2014       |
|  | Japon                      | 2                          |                        |    | 11 décembre 2014       | 11 décembre 2014       |
|  | Japon                      | 2                          | Australie              | 4  |                        |                        |
|  | 10 décembre 2014           |                            | Australie              | 4  |                        |                        |
|  |                            | Russie                     | 11                     |    |                        |                        |
|  | Russie                     | Russie                     | 11                     | 15 |                        |                        |
|  | Russie                     |                            |                        | 15 |                        |                        |
|  | Corée du Sud               | 3                          |                        |    |                        |                        |
|  | Corée du Sud               | 3                          | Match pour la 7e place |    |                        |                        |
|  |                            |                            |                        |    |                        |                        |
|  | 11 décembre 2014           |                            |                        |    |                        |                        |
|  |                            |                            |                        |    |                        |                        |
|  | Japon                      | 5                          |                        |    |                        |                        |
|  | Japon                      | 5                          |                        |    |                        |                        |
|  | Corée du Sud               | 4                          |                        |    |                        |                        |
|  | Corée du Sud               | 4                          |                        |    |                        |                        |

| 10 décembre 2014 | Australie | 4-2 (0-0, 3-0, 1-2) | Japon | Lisebergshallen, Göteborg 112 spectateurs |

| Feuille de match | Feuille de match | Feuille de match | Feuille de match | Feuille de match                     |
| ---------------- | ---------------- | ---------------- | ---------------- | ------------------------------------ |
|                  |                  |                  |                  | Arbitrage : Ola Hamberg Daniel Skoog |
|                  |                  |                  |                  |                                      |
|                  |                  |                  |                  |                                      |
|                  |                  |                  |                  |                                      |

| 10 décembre 2014 | Russie | 15-3 (4-1, 7-2, 4-0) | Corée du Sud | Lisebergshallen, Göteborg 110 spectateurs |

| Feuille de match | Feuille de match | Feuille de match | Feuille de match | Feuille de match                             |
| ---------------- | ---------------- | ---------------- | ---------------- | -------------------------------------------- |
|                  |                  |                  |                  | Arbitrage : Bartosz Burek Wojciech Czarnecki |
|                  |                  |                  |                  |                                              |
|                  |                  |                  |                  |                                              |
|                  |                  |                  |                  |                                              |

#### Places 15 et 16
| 11 décembre 2014 | Japon | 5-4 (1-3, 2-0, 1-1, 1-0) | Corée du Sud | Scandinavium, Göteborg 569 spectateurs |

| Feuille de match | Feuille de match | Feuille de match | Feuille de match | Feuille de match                     |
| ---------------- | ---------------- | ---------------- | ---------------- | ------------------------------------ |
|                  |                  |                  |                  | Arbitrage : Ola Hamberg Daniel Skoog |
|                  |                  |                  |                  |                                      |
|                  |                  |                  |                  |                                      |
|                  |                  |                  |                  |                                      |

#### Places 13 et 14
| 11 décembre 2014 | Russie | 11-4 (4-2, 4-2, 3-0) | Australie | Scandinavium, Göteborg 611 spectateurs |

| Feuille de match | Feuille de match | Feuille de match | Feuille de match | Feuille de match                     |
| ---------------- | ---------------- | ---------------- | ---------------- | ------------------------------------ |
|                  |                  |                  |                  | Arbitrage : Tero Fordell Lasse Vuola |
|                  |                  |                  |                  |                                      |
|                  |                  |                  |                  |                                      |
|                  |                  |                  |                  |                                      |

### Classement final
| Place              | Équipe       |
| ------------------ | ------------ |
| Médaille d'or      | Suède        |
| Médaille d'argent  | Finlande     |
| Médaille de bronze | Tchéquie     |
| 4                  | Suisse       |
| 5                  | Lettonie     |
| 6                  | Norvège      |
| 7                  | Danemark     |
| 8                  | Estonie      |
| 9                  | Allemagne    |
| 10                 | Slovaquie    |
| 11                 | États-Unis   |
| 12                 | Canada       |
| 13                 | Russie       |
| 14                 | Australie    |
| 15                 | Japon        |
| 16                 | Corée du Sud |

### Médaillés
| Or Suède | Patrik Åman, Johan Rehn, Anton Karlsson, Mattias Wallgren, Jonas Adriansson, Martin Östholm, Mattias Samuelsson, Rasmus Sundstedt, Robin Nilsberth, Johan Samuelsson, Joel Kanebjörk, Kim Nilsson, Alexander Galante Carlström, Henrik Stenberg, Karl-Johan Iraues, Rasmus Enström, Patrik Malmström, Emil Johansson, Jonas Svahn, Alexander Rudd Entraîneur : Jan-Erik Vaara |

| Argent Finlande | Eero Kosonen, Tomi Ikonen, Juha Kivilehto, Tommi Aro, Risto Töllikkö, Janne Lamminen, Nico Salo, Tatu Väänänen, Lauri Stenfors, Jami Manninen, Eemeli Salin, Mika Moilanen, Miko Kailiala, Lauri Kapanen, Jani Kukkola, Oscar Hänninen, Rickie Hyvärinen, Mika Kohonen, Tero Tiitu Entraîneur : Petri Kettunen |

| Bronze République tchèque | Tomáš Kafka, Jan Barák, Michal Podhrádský, Marek Deutsch, Patrik Suchánek, Petr Heřmánský, Lukáš Veltšmíd, Jan Jelínek, Tomáš Sýkora, Jiří Curney, Milan Tomašík, Jan Natov, Tomáš Sladký, Martin Zozulák, Ondřej Mikeš, Patrik Dóža, Martin Tokoš, Tom Ondrušek, Milan Fridrich, Matěj Jendrišák Entraîneur : Radim Cepek |